# MDNA
Az MDNA Madonna amerikai énekesnő és dalszerző tizenkettedik stúdióalbuma, amely 2012. március 23-án jelent meg az Interscope Records gondozásában. Az album az énekesnő W.E. című játékfilmjének forgatása alatt készült, 2011-ben. Ez az énekesnő első olyan lemeze, a 360-as szerződése keretében, amelyet 2007-ben kötött a Live Nation-nel, valamint ez volt az első kiadása az Interscope-pal 2012-ben kötött három albumra szóló szerződése értelmében. A lemez főként a Super Bowl XLVI félidei show-n, valamint a The MDNA Tour-on kapott népszerűsítést, utóbbi minden idők egyik legtöbb bevételt hozó turnéja lett. Madonna 2011 júliusában kezdte meg a felvételeket, számtalan producerrel, közéjük sorolható Alle Benassi, Benny Benassi, Demolition Crew, Free School, Michael Malih, Indiigo, Martin Solveig és az a William Orbit, akivel az énekesnő a nagy sikerű Ray of Light című albumán is együtt dolgozott.
A felvételi folyamat zökkenőmentes volt, bár Madonnának nehézségei támadtak együtt dolgozni Benny Benassival, aki nem beszélt folyékonyan angolul, és unokatestvérét, Alle Benassi-t kellett tolmácsként használnia.
A kritikusok ambivalensek voltak fogadtatását illetően. Kiadását követően számtalan országban lett első helyezett, ezzel egyidejűleg ez lett az énekesnő nyolcadik olyan albuma, amely az első helyen debütált a Billboard 200-on, valamint rekordot  is döntött, ugyanis az Egyesült Királyságban és Ausztráliában ő adta ki a legtöbb listavezető albumot amit szólóénekes valaha is megjelentetett. Az MDNA lett 2012 tizenkettedik legkelendőbb albuma globálisan, világszerte kétmillió példányszám kelt el belőle. Madonna pozitív és negatív rekordot is döntött, míg Ausztráliában és az Egyesült Királyságban ő adta ki a legtöbb első helyezett albumot, az Egyesült Államokban viszont a második hétre az eladások ennél a lemeznél estek vissza leginkább.
Az album első kislemeze  a Give Me All Your Luvin’ lett, amely 2012. február 3-án jelent meg, és bekerült a Top 10-be a Billboard Hot 100-on, ezzel pedig Madonna lett az első olyan énekes, akinek 38 top tízes slágere van. A dal Kanadában, Finnországban, Magyarországon, és Venezuelában az első helyen debütált a toplistákon.
A második kislemez a Girl Gone Wild lett, amelyet digitális letöltésre adtak ki 2012. március 2-án.  Fekete-fehér zenei videóját Mert and Marcus divatfotósok rendezték. A szám a hatodik helyet szerezte meg a Billboard Bubbling Under Hot 100-as listáján több mint 22000 eladott letöltéssel. A szám a Mainstream Top 40-en a 38. helyig jutott, a Hot Dance Club Songs listán pedig a 42. helyet szerezte meg. A dal elérte a toplisták első helyét Magyarországon, Izraelben, Olaszországban, Oroszországban, a Dél-afrikában, Dél-Koreában, és Spanyolországban. Az album harmadik kislemezét a Masterpiecet, hivatalosan 2012. április 2-án küldték el az Egyesült Királyság rádióállomásainak. A dal Oroszországban teljesített a legjobban, ahol a 2012. december 2.-ai héten a Tophit első helyét vezette.
A negyedik kislemez, a Turn Up the Radio 2012. június 29-én jelent meg Olaszországban, és a 43. helyezést érte el az Egyesült Államokban a Billboard Hot Dance Club Songs listán. A dal más államokban viszont rosszabbul teljesített, a Brit kislemezlistán csak a 175. helyet szerezte meg.  Madonna február 4-én a Super Bowl fellépője volt, ahol egy nappal megjelenését követően volt először hallható az énekesnő előadásában a Give Me All Your Luvin’ című új száma is. Az albumát a The MDNA Tour című turnéval népszerűsítette.

## Háttér
Tizenegyedik stúdióalbuma, a Hard Candy (2008) kiadása és promóciója után, Madonna különféle projektekbe kezdett. Kiadta Celebration (2009) című harmadik válogatásalbumát, bemutatta Material Girl nevű ruhasorozatát, megnyitotta a Hard Candy Fitness központokat szerte a világon, és bemutatta a Truth or Dare by Madonna című divatmárkát, parfümökkel, lábbelikkel, alsóruhákkal, és egyéb kiegészítőkkel, valamint rendezte második játékfilmjét, a W.E.-t is, amely VIII. Eduárd brit király és Wallis Simpson viszonyáról szól.  2010 végén jelentette be, hogy dolgozni fog egy új albumon: „Most már hivatalos! Dolgoznom kell. Izzadnom. Új zenét kell csinálnom! Olyat, amire táncolni tudok. A legőrültebb, legbetegesebb, legagresszívebb embereket keresem, hogy dolgozhassak velük. Csak szólok […]” 2011 nyarán Madonna menedzsere, Guy Oseary bejelentette, az énekesnő már a stúdióban dolgozik új albumán. 2011 decemberében bejelentette, a lemez 2012 tavaszán jelenik meg, és azt is, hogy a Live Nation Entertainment gondozásában. 2011 végén a Billboard egyik szavazásából kiderült, hogy a lemez a 2012-es év leginkább várt albuma.

### Címadás és borítóterv
Az album címét Madonna a The Graham Norton Show-nak adott interjú során jelentette be 2012 januárjában. Amikor megkérdezték a cím jelentését a W.E. premierjén, ezt mondta: „Madonna… tetszett a játék a szóban…”
A lemez címét Lucy Dawe ítélte el, aki a Cannabis Skunk Sense kábítószer ellenes kampány tagja. A The Sunnak azt nyilatkozta, hogy szerinte Madonna címválasztása egy meggondolatlan döntés volt, az MDMA-ra utal, mely az extasy kábítószer elnevezése. A lemezhez a fényképsorozat Mert and Marcus műhelyében készült, a művészeti rendező Giovanni Bianco volt.

## Kislemezek
| #  | Kislemez                | Megjelenés       |
| -- | ----------------------- | ---------------- |
| 1. | Give Me All Your Luvin’ | 2012. február 3. |
| 2. | Girl Gone Wild          | 2012. március 2. |
| 3. | Masterpiece             | 2012. április 2. |
| 4. | Turn Up the Radio       | 2012. június 29. |

A Give Me All Your Luvin’ 2012. február 3-án jelent meg az album első kislemezeként. Give Me All Your Love címmel kiszivárgott két részlet egy demóból 2011 novemberében. Később ugyanezen a napon az egész dal felkerült a világhálóra. A Billboard így vélekedett: „Néhány órán belül, a top 10-es trendekbe került Twitteren.” Guy Oseary, Madonna menedzsere így reagált: „Az új zenét az új évben terveztük kiadni. Örülök a demóhoz tartozó pozitív reakcióknak, de nagyon mérgesek vagyunk arra, aki kiszivárogtatta a dalt!!!!!!!! Kérjük a rajongókat, hogy segítsenek megakadályozni a kiszivárgásokat. Sok minden van a tarsolyunkban. De várjátok ki.”

## Számlista
| MDNA Normál kiadás | MDNA Normál kiadás                                              | MDNA Normál kiadás | MDNA Normál kiadás                                           | MDNA Normál kiadás | MDNA Normál kiadás | MDNA Normál kiadás | MDNA Normál kiadás | MDNA Normál kiadás | MDNA Normál kiadás |
|                    | Cím                                                             | Szerző(k) | Producer(ek)                                                 | Hossz              |                    |                    |                    |                    |                    |
| ------------------ | --------------------------------------------------------------- | --- | ------------------------------------------------------------ | ------------------ | ------------------ | ------------------ | ------------------ | ------------------ | ------------------ |
| 1.                 | "Girl Gone Wild"                                                | Madonna · Jenson Vaughan · Alessandro "Alle" Benassi · Marco "Benny" Benassi                                                              | Madonna · Alle Benassi · Benny Benassi                       | 3:43               |                    |                    |                    |                    |                    |
| 2.                 | "Gang Bang"                                                     | Madonna · William Orbit · Priscilla Hamilton · Keith Harris · Jean-Baptiste · Mika · Don Juan Demacio "Demo" Casanova · Stephen Kozmeniuk | Madonna · William Orbit · The Demolition Crew                | 5:26               |                    |                    |                    |                    |                    |
| 3.                 | "I'm Addicted"                                                  | Madonna · Alessandro "Alle" Benassi · Marco "Benny" Benassi                                                                               | Madonna · Alle Benassi · Benny Benassi · The Demolition Crew | 4:33               |                    |                    |                    |                    |                    |
| 4.                 | "Turn Up the Radio"                                             | Madonna · Martin Solveig · Michael Tordjman · Jade Williams                                                                               | Madonna · Martin Solveig                                     | 3:46               |                    |                    |                    |                    |                    |
| 5.                 | "Give Me All Your Luvin’" (közreműködik: Nicki Minaj és M.I.A.) | Madonna · Martin Solveig · Nicki Minaj · Maya Arulpragasam · Michael Tordjman                                                             | Madonna · Martin Solveig                                     | 3:22               |                    |                    |                    |                    |                    |
| 6.                 | "Some Girls"                                                    | Madonna · William Orbit · Klas Åhlund | Madonna · William Orbit · Klas Åhlund                        | 3:53               |                    |                    |                    |                    |                    |
| 7.                 | "Superstar"                                                     | Madonna · Hardy "Indiigo" Muanza · Michael Malih                                                                                          | Madonna · Hardy "Indiigo" Muanza · Michael Malih             | 3:55               |                    |                    |                    |                    |                    |
| 8.                 | "I Don't Give A" (közreműködik: Nicki Minaj)                    | Madonna · Martin Solveig · Nicki Minaj · Julien Jabre                                                                                     | Madonna · Martin Solveig                                     | 4:19               |                    |                    |                    |                    |                    |
| 9.                 | "I'm a Sinner"                                                  | Madonna · William Orbit · Jean-Baptiste                                                                                                   | Madonna · William Orbit                                      | 4:52               |                    |                    |                    |                    |                    |
| 10.                | "Love Spent"                                                    | Madonna · William Orbit · Jean-Baptiste · Priscilla Hamilton · Alain Whyte · Ryan Buendia · Michael McHenry                               | Madonna · William Orbit · Free School                        | 3:46               |                    |                    |                    |                    |                    |
| 11.                | "Masterpiece"                                                   | Madonna · Julie Frost · Jimmy Harry | Madonna · William Orbit · Jimmy Harry                        | 3:59               |                    |                    |                    |                    |                    |
| 12.                | "Falling Free"                                                  | Madonna · Laurie Mayer · William Orbit · Joe Henry                                                                                        | Madonna · William Orbit                                      | 5:13               |                    |                    |                    |                    |                    |
| 50:52              |                                                                 | |                                                              |                    |                    |                    |                    |                    |                    |

| MDNA Deluxe kiadás | MDNA Deluxe kiadás                                                                   | MDNA Deluxe kiadás                                                            | MDNA Deluxe kiadás                                           | MDNA Deluxe kiadás | MDNA Deluxe kiadás | MDNA Deluxe kiadás | MDNA Deluxe kiadás | MDNA Deluxe kiadás | MDNA Deluxe kiadás |
|                    | Cím                                                                                  | Szerző(k)                                                                     | Producer(ek)                                                 | Hossz              |                    |                    |                    |                    |                    |
| ------------------ | ------------------------------------------------------------------------------------ | ----------------------------------------------------------------------------- | ------------------------------------------------------------ | ------------------ | ------------------ | ------------------ | ------------------ | ------------------ | ------------------ |
| 13.                | "Beautiful Killer"                                                                   | Madonna · Martin Solveig · Michael Tordjman                                   | Madonna · Martin Solveig                                     | 3:49               |                    |                    |                    |                    |                    |
| 14.                | "I Fucked Up"                                                                        | Madonna · Martin Solveig · Julien Jabre                                       | Madonna · Martin Solveig                                     | 3:29               |                    |                    |                    |                    |                    |
| 15.                | "B-Day Song" (közreműködik: M.I.A.)                                                  | Madonna · Maya Arulpragasam · Martin Solveig                                  | Madonna · Martin Solveig                                     | 3:33               |                    |                    |                    |                    |                    |
| 16.                | Best Friend                                                                          | Madonna · Alessandro "Alle" Benassi · Marco "Benny" Benassi                   | Madonna · The Demolition Crew · Alle Benassi · Benny Benassi | 3:20               |                    |                    |                    |                    |                    |
| 17.                | "Give Me All Your Luvin’" (Party Rock Remix) (közreműködik: az LMFAO és Nicki Minaj) | Madonna · Martin Solveig · Nicki Minaj · Maya Arulpragasam · Michael Tordjman | Madonna · Martin Solveig · LMFAO                             | 4:02               |                    |                    |                    |                    |                    |
| 60:09              |                                                                                      |                                                                               |                                                              |                    |                    |                    |                    |                    |                    |

| MDNA Japán deluxe kiadás (bónusz szám) | MDNA Japán deluxe kiadás (bónusz szám)       | MDNA Japán deluxe kiadás (bónusz szám)                                       | MDNA Japán deluxe kiadás (bónusz szám)                  | MDNA Japán deluxe kiadás (bónusz szám) | MDNA Japán deluxe kiadás (bónusz szám) | MDNA Japán deluxe kiadás (bónusz szám) | MDNA Japán deluxe kiadás (bónusz szám) | MDNA Japán deluxe kiadás (bónusz szám) | MDNA Japán deluxe kiadás (bónusz szám) |
|                                        | Cím                                          | Szerző(k)                                                                    | Producer(ek)                                            | Hossz                                  |                                        |                                        |                                        |                                        |                                        |
| -------------------------------------- | -------------------------------------------- | ---------------------------------------------------------------------------- | ------------------------------------------------------- | -------------------------------------- | -------------------------------------- | -------------------------------------- | -------------------------------------- | -------------------------------------- | -------------------------------------- |
| 18.                                    | "Girl Gone Wild" (Justin Cognito Radio Edit) | Madonna · Jenson Vaughan · Alessandro "Alle" Benassi · Marco "Benny" Benassi | Madonna · Alle Benassi · Benny Benassi · Justin Cognito | 3:37                                   |                                        |                                        |                                        |                                        |                                        |
| 63:46                                  |                                              |                                                                              |                                                         |                                        |                                        |                                        |                                        |                                        |                                        |

| MDNA iTunes deluxe kiadás (bónusz szám) | MDNA iTunes deluxe kiadás (bónusz szám) | MDNA iTunes deluxe kiadás (bónusz szám)                                                                     | MDNA iTunes deluxe kiadás (bónusz szám) | MDNA iTunes deluxe kiadás (bónusz szám) | MDNA iTunes deluxe kiadás (bónusz szám) | MDNA iTunes deluxe kiadás (bónusz szám) | MDNA iTunes deluxe kiadás (bónusz szám) | MDNA iTunes deluxe kiadás (bónusz szám) | MDNA iTunes deluxe kiadás (bónusz szám) |
|                                         | Cím                                     | Szerző(k)                                                                                                   | Producer(ek)                            | Hossz                                   |                                         |                                         |                                         |                                         |                                         |
| --------------------------------------- | --------------------------------------- | --- | --------------------------------------- | --------------------------------------- | --------------------------------------- | --------------------------------------- | --------------------------------------- | --------------------------------------- | --------------------------------------- |
| 18.                                     | "Love Spent" (Akusztikus)               | Madonna · William Orbit · Jean-Baptiste · Priscilla Hamilton · Alain Whyte · Ryan Buendia · Michael McHenry | Madonna · William Orbit · Free School   | 4:24                                    |                                         |                                         |                                         |                                         |                                         |
| 4:24                                    |                                         | |                                         |                                         |                                         |                                         |                                         |                                         |                                         |

## Helyezések
| Albumlista (2012)            | Csúcs helyezés |
| ---------------------------- | -------------- |
| Argentin albumlista          | 1              |
| Ausztrál albumlista          | 1              |
| Belga albumlista (Flanders)  | 1              |
| Belga albumlista (Wallonia)  | 3              |
| Brazil albumlista            | 1              |
| Cseh albumlista              | 1              |
| Dán albumlista               | 2              |
| Dél-Koreai albumlista        | 5              |
| Finn albumlista              | 1              |
| Francia albumlista           | 2              |
| Görög albumlista             | 1              |
| Horvát albumlista            | 1              |
| Ír albumlista                | 1              |
| Japán albumlista             | 4              |
| Kanadai albumlista           | 1              |
| Lengyel albumlista           | 1              |
| Magyar albumlista            | 1              |
| Mexikó albumlista            | 1              |
| Német albumlista (Media)     | 3              |
| Német albumlista (Mega)      | 1              |
| Norvég albumlista            | 2              |
| Olasz albumlista             | 1              |
| Orosz albumlista             | 1              |
| Osztrák albumlista           | 3              |
| Portugál albumlista          | 2              |
| Skót albumlista              | 1              |
| Spanyol albumlista           | 1              |
| Svájci albumlista            | 2              |
| Svájci albumlista (Romandie) | 1              |
| Svéd albumlista              | 1              |
| Tajvani albumlista           | 5              |
| Új-Zélandi albumlista        | 3              |
| UK albumlista                | 1              |
| USA albumlista               | 1              |

| Albumlista (2012)           | Csúcs helyezés |
| --------------------------- | -------------- |
| Belga albumlista (Flanders) | 40             |
| Belga albumlista (Wallonia) | 23             |
| Finn albumlista             | 50             |
| Japán albumlista            | 83             |
| Kanadai albumlista          | 40             |
| Lengyel albumlista          | 26             |
| Magyar albumlista           | 12             |
| Mexikói albumlista          | 48             |
| Német albumlista            | 38             |
| Német albumlista            | 76             |
| Olasz albumlista            | 15             |
| Orosz albumlista            | 1              |
| Spanyol albumlista          | 23             |
| Svájci albumlista           | 32             |
| Svéd albumlista             | 39             |
| USA albumlista              | 44             |